# ثيا دي هاس
ثيا دي هاس (بالألمانية: Thea de Haas)‏ (و. 1885 – 1976 م) هي مؤلفة، ورسامة، وكاتِبة ألمانية، ولدت في برلين، توفيت عن عمر يناهز 91 عاماً.